# Wilmington (Ohio)
Pour les articles homonymes, voir Wilmington.
Wilmington est une ville de l'État de l'Ohio, aux États-Unis.
Elle est le siège du comté de Clinton.

## Géographie
Selon les données du Bureau du recensement des États-Unis, Wilmington a une superficie de 19,3 km2 (soit 7,4 mi2) entièrement en surfaces terrestres.

## Démographie
Wilmington était peuplée, lors du recensement de 2000, de 11 921 habitants.